# Comandante in capo dell'Irlanda
Comandante in capo dell'Irlanda (in inglese: Commander-in-Chief, Ireland) era il titolo concesso al comandante delle forze britanniche in Irlanda prima del 1922. 
Il ruolo è oggi nominalmente detenuto dal presidente della repubblica irlandese in quanto supremo comandante delle truppe irlandesi.

## Comandanti in capo dell'Irlanda (1700-1922)
| Immagine | Nome                                                        | Inizio incarico | Termine incarico |
| -------- | ----------------------------------------------------------- | --------------- | ---------------- |
|          | Luogotenente generale John Cutts, I barone Cutts            | 1705            | 1707             |
|          | Generale William Steuart                                    | 1711            | 1714             |
|          | Luogotenente generale Charles O'Hara, I barone Tyrawley     | 1714            | 1721             |
|          | Feldmaresciallo Richard Boyle, II visconte Shannon          | 1721            | 1740             |
|          | Feldmaresciallo Richard Molesworth, III visconte Molesworth | 1751            | 1758             |
|          | Generale John Leslie, X conte di Rothes                     | 1758            | 1767             |
|          | Luogotenente generale William Keppel                        | 1773            | 1774             |
|          | Generale George Augustus Eliott, I barone Heathfield        | 1774            | 1775             |
|          | Generale John Irwin                                         | 1775            | 1782             |
|          | Luogotenente generale John Burgoyne                         | 1782            | 1784             |
|          | Luogotenente generale William Augustus Pitt                 | 1784            | 1791             |
|          | Generale George Warde                                       | 1791            | 1793             |
|          | Generale Robert Cuninghame, I barone Rossmore               | 1793            | 1796             |
|          | Generale Henry Luttrell, II conte di Carhampton             | 1796            | 1798             |
|          | Luogotenente generale Ralph Abercromby                      | 1798            | 1798             |
|          | Generale Gerard Lake, I visconte Lake                       | 1798            | 1798             |
|          | Generale Charles Cornwallis, I marchese Cornwallis          | 1798            | 1801             |
|          | Generale William Medows                                     | 1801            | 1803             |
|          | Generale Henry Edward Fox                                   | 1803            | 1803             |
|          | Generale William Cathcart, I conte Cathcart                 | 1803            | 1806             |
|          | Generale Charles Stanhope, III conte di Harrington          | 1806            | 1812             |
|          | Generale John Hope, IV conte di Hopetoun                    | 1812            | 1813             |
|          | Generale George Hewett, I baronetto                         | 1813            | 1816             |
|          | Generale George Beckwith                                    | 1816            | 1820             |
|          | Generale David Baird, I baronetto                           | 1820            | 1822             |
|          | Generale Samuel Auchmuty                                    | 1822            | 1822             |
|          | Feldmaresciallo Stapleton Cotton, I visconte Combermere     | 1822            | 1825             |
|          | Generale George Murray                                      | 1825            | 1828             |
|          | Feldmaresciallo John Byng, I conte di Strafford             | 1828            | 1831             |
|          | Luogotenente generale Hussey Vivian, I barone Vivian        | 1831            | 1836             |
|          | Feldmaresciallo Edward Blakeney                             | 1836            | 1855             |
|          | Feldmaresciallo John Colborne, I barone Seaton              | 1855            | 1860             |
|          | Generale George Brown                                       | 1860            | 1865             |
|          | Feldmaresciallo Hugh Rose, I barone Strathnairn             | 1865            | 1870             |
|          | Generale William Mansfield, I barone Sandhurst              | 1870            | 1875             |
|          | Feldmaresciallo John Michel                                 | 1875            | 1880             |
|          | Generale Thomas Montagu Steele                              | 1880            | 1885             |
|          | Feldmaresciallo Edoardo di Sassonia-Weimar-Eisenach         | 1885            | 1890             |
|          | Feldmaresciallo Garnet Wolseley, I visconte Wolseley        | 1890            | 1895             |
|          | Feldmaresciallo Frederick Roberts, I conte Roberts          | 1895            | 1900             |
|          | Feldmaresciallo Arturo di Sassonia-Coburgo-Gotha            | 1900            | 1904             |
|          | Feldmaresciallo Francis Grenfell, I barone Grenfell         | 1904            | 1908             |
|          | Generale Neville Lyttelton                                  | 1908            | 1912             |
|          | Generale Arthur Henry Fitzroy Paget                         | 1912            | 1915             |
|          | Maggiore generale Lovick Friend                             | 1915            | 1916             |
|          | Generale John Maxwell                                       | 1916            | 1916             |
|          | Generale Bryan Mahon                                        | 1917            | 1918             |
|          | Luogotenente generale Frederick Shaw                        | 1918            | 1920             |
|          | Generale Nevil Macready                                     | 1920            | 1922             |